# À la dérive (Stargate Universe)
Pour les articles homonymes, voir Sabotage (homonymie) et À la dérive.
À la dérive est le seizième épisode de la première saison de la série télévisée Stargate Universe.

## Résumé
Everett Young a convoqué une réunion dans la salle de la porte et tout le monde est réuni. Il informe l'équipage que le Destinée voyage actuellement à travers le vide entre deux galaxies et qu'il se passera quelque temps avant qu'ils ne puissent remplir de nouveau leurs provisions. L'eau et la nourriture seront rationnés tant que cela sera nécessaire. Leur voyage à travers le vide a aussi enlevé toute possibilité de sauver Eli Wallace, Chloe Armstrong et Matthew Scott. Nicholas Rush contacte Young à la radio, lui demandant de venir à la salle de contrôle de l'interface. Young met fin à la réunion.
Dans le poste de commande, Rush informe Young que le Destinée manque de puissance pour pouvoir traverser le vide, il va échouer. Ils sont rejoints par Camile Wray, Adam Brody et Dale Volker. Rush n'a aucune idée pour résoudre le problème. Brody suggère qu'ils essayent d'améliorer le rendement des moteurs VSL, en les rendant plus efficaces, mais Volker dit qu'ils n'ont aucune compréhension de la technologie des Anciens. Cependant, Rush connaît quelqu'un qui pourrait les aider : Amanda Perry, une spécialiste en moteurs d'hyperpropulsion sur Terre avec les connaissances nécessaires. Cependant elle est tétraplégique, ce qui sera un problème pour la personne qui utilisera le dispositif de communication à longue portée.
James se porte volontaire pour échanger son corps avec la scientifique. Cependant, elle se trouve incapable de faire face à la condition de son hôte et coupe la connexion, heurtant le dispositif dans sa panique. Wray prend sa place et a un temps d'adaptation plus rapide. Elle est mise au courant sur sa condition et on lui dit que Dale Strom voudrait parler avec elle. Au lieu de cela, elle souhaite passer son temps avec Sharon.
Dans le mess, James parle avec TJ de son expérience, estimant qu'elle a déçue Young. Rush entre avec Amanda, lui faisant visiter le vaisseau. James s'excuse, ne voulant pas parler, malgré le fait qu'Amanda l'ait reconnue. Celle-ci goûte un fruit étranger que l'expédition a récemment trouvé, expliquant que c'est le premier aliment qu'elle peut manger seule depuis l'âge de neuf ans.
Amanda commence à travailler avec l'expédition sur la performance des moteurs VSL quand une explosion retentit soudain dans le vaisseau et le fait sortir brusquement de VSL. Un des moteurs VSL a explosé et le Destinée est maintenant à la dérive. TJ commence à traiter les blessés. Parmi eux se trouve James. Elle décrit qu'elle était dans le couloir, se trouvant ensuite dans un autre endroit avant que l'explosion ne survienne. Bien qu'elle trouve cela étrange, TJ pense qu'un choc peut avoir causé la perte de mémoire à court terme. Plus tard, Jeremy Franklin est amené à l'infirmerie. Il est toujours insensible à son environnement. Quand il regarde James, il semble avoir quelque chose à dire, mais ne parle pas.
Chez elle, sur Terre, Wray est installée à son aise. Son aide, Mary, explique les besoins divers du corps d'Amanda à Sharon. Pendant le dîner, Sharon essaye de parler à Wray d'un cercle de lecture qu'elle a rejoint, mais Wray a des difficultés à se concentrer à la fois sur la conversation et sur la nourriture donnée par Mary, qui l'alimente lentement. Sharon veut donner à manger à Camile à sa place, et lui dit que tant qu'elle est à la maison c'est tout ce qui lui importe.
Une enquête révèle qu'il y avait une surcharge dans le moteur VSL. Volker utilise un Kino pour examiner les dégâts, contrôlés par Amanda et Rush. Cependant, avant qu'ils ne puissent examiner plus loin, un vortex entrant est détecté. Rush prévient Greer par radio, pour qu'il amène une équipe de sécurité dans la salle de la porte. Cependant, au moment où il arrive, Rush l'assure qu'il n'y a aucun besoin de se préoccuper. En effet, il s'agit de Scott, Eli et Chloé. La panne inattendue du Destinée a permis à l'équipe de pouvoir y retourner. Greer embrasse Scott, tandis qu'Eli rend ses lunettes à Rush, qu'il a récupéré dans le vaisseau alien. Young est heureux de voir que chacun est de retour, mais doit mettre Eli au travail avec tous les autres scientifiques pour essayer de réparer le moteur VSL.
Eli lit dans sa chambre lorsque arrive Amanda, qui lui demande s'il a fait les calculs qu'elle lui a demandé. Elle l'appelle par espièglerie « le Prince des Maths », mais Eli préfère qu'elle n'utilise pas ce surnom. Elle se réfère au fait que Rush l'appelait « Mme Belles Méninges » et qu'ils ont travaillé ensemble au SGC avant le projet Icare. Elle le félicite de la résolution de l'équation pour activer le neuvième chevron, et Eli lui dit sarcastiquement « voyez où ça m'a mené ! ». Cependant, Amanda donnerait n’importe quoi pour être sur le Destinée. Elle parle de son passé avec Rush, lui exprimant son attirance pour lui. Eli est étonné qu'elle puisse trouver Rush séduisant, ce qu'Amanda interprète mal en pensant qu'il veut dire qu'une handicapée ne peut avoir de tels sentiments. Eli la corrige rapidement, sa surprise ayant un rapport avec la personnalité spéciale de Rush. Elle s'excuse tandis qu'Eli est toujours surpris.
Dans la salle de contrôle, Rush, Amanda et Eli expliquent à Young que le système VSL possède 16 moteurs indépendants et que c'est l'un d'eux qui a provoqué la surcharge. Tandis que c'est un problème à court terme, à long terme il s'avère être un avantage. Le moteur qui a explosé était le moins performant et grâce à cela, les moteurs restants pourront transporter le Destinée dans le vide plus efficacement. Sans accès aux systèmes principaux du vaisseau, la section endommagée du vaisseau doit être réparée manuellement, mais heureusement le robot trouvé pendant leur temps en orbite autour de la planète de l'Obélisque, est un robot de maintenance qui peut effectuer une partie, si ce n'est toutes les réparations nécessaires. Amanda et Eli partent pour mettre au courant Scott afin qu'il puisse transporter le robot en utilisant une navette. Young demande à Rush quelles sont leurs chances. Rush pense qu'elles ne sont pas mauvaises, mais indique que si quelqu'un utilisait l'ancienne bibliothèque des Anciens, il pourrait contourner les dégâts avec une simple commande. Young décide d'être volontaire s'il n'ont pas d'autre choix. Le robot est apporté par Scott à l'endroit à réparer et l'équipe se met au travail.
Young décide d'envoyer une équipe sur la planète d'où sont revenus Scott, Eli et Chloé, pour refaire des provisions en eau et nourriture et aussi pour l'explorer au cas où ils seraient forcés de s'y installer. TJ veut aussi y aller. Malgré ses réticences, Young accepte. L'adresse de la porte est composée et Young ordonne d'y envoyer un kino. Venant de revenir de cette planète, Eli pense que cela n'est pas nécessaire, mais le kino est aussitôt abattu par deux vaisseaux aliens. Sans télécommande, les aliens ne peuvent pas activer la porte, mais il n'est plus question d'aller sur la planète.
Trois semaines passent. Scott mène des groupes de personnes faire du jogging dans le vaisseau. Brody a construit un alambic et fait tester à Chloé et James les résultats. James donne à manger à Franklin. Wray est soucieuse d'être encore chez elle. Darren Becker coupe les cheveux des militaires. Amanda et Rush sont occupés à travailler. Eli contrôle les progrès du robot de maintenance, qui a débranché l'unité VSL endommagée.
Quand Amanda se demande ce qu'ils font pour s'amuser sur le vaisseau, Rush l'emmène dans le mess pour essayer une espèce d'alcool créé par Brody. C'est plutôt fort. Amanda dit qu'elle vit un rêve et qu'une fois le vaisseau réparé elle devra retourner dans son propre corps. Elle demande à Rush s'il a réalisé qu'elle avait des sentiments pour lui. Il dit qu'il admire son intelligence. Amanda l'invite dans sa chambre, espérant profiter de sa présence tant qu'elle le peut. Rush la repousse poliment, parce ce qu'elle utilise le corps de Wray et à cause de son semi-rêve récent dans lequel il a revécu la mort de sa femme. Amanda accepte l'explication, mais est heureuse d'au moins pouvoir lui donner une étreinte. À ce moment, TJ entre pour les prévenir, car Young a besoin de les voir dans la salle de communication.
Wray envoie Sharon faire des courses. Cependant, Sharon est plus longue que prévu et en son absence Wray commence à craindre le pire. Sharon lui dit qu'elle sait ce qu'il en est de s'inquiéter pour une personne aimée. Soudainement, Wray se sent mal. Sharon appelle Mary à l'aide désespérément. Mary l'assure que Wray va bien et s'occupe d'elle.
On pense que James a été prise sous le contrôle d'un alien bleu, qui l'a alors utilisée pour saboter l'unité du moteur VSL. James a commencé à le soupçonner quand elle a décrit son étourdissement à Chloe, elle a été prise au piège dans une pièce sombre et a senti que son corps n'était pas le sien. En enquêtant sur les pierres de communication, il s'avère que la pierre de James a été frappée sur la table pendant sa panique. Sans avoir nettoyé son empreinte sur la pierre, un des aliens bleus a pu utiliser leur pierre pour avoir accès à son corps. Rush n'est pas inquiet car l'espace est énorme et les aliens n'ont aucune façon de suivre le Destinée. Cependant, Eli indique que si les aliens ont la technologie nécessaire pour faire surcharger une des unités du moteur VSL pour arrêter le vaisseau, ils pourraient avoir la localisation du Destinée et l'avoir annoncé à leur flotte. Young est sûr que les aliens vont venir.
Young écrit des lettres pour TJ et Scott, puis explique à tous que les réparations ne sont pas terminées et qu'une attaque est imminente. Scott est chargé des défenses du vaisseau, tandis que Greer met en place des équipes d'intervention. Sur Terre, Wray fait des excuses à Sharon, sachant que sa panique l'a fait perdre connaissance brièvement. Le major Peterson arrive pour informer Wray qu'Amanda va peut-être reprendre bientôt son corps et qu'il serait mieux de retourner au Pentagone. Elle et Sharon se disent au revoir.
Deux vaisseaux-mère aliens sortent de VSL et commencent leur attaque. Pendant ce temps, Young se prépare à utiliser le fauteuil et James s'occupe de Franklin, qui saisit soudainement son bras et dit « le fauteuil ». James l'annonce à Young, pensant que Franklin se porte volontaire pour être assis sur le fauteuil. Young ne veut pas sacrifier quelqu'un d'autre, mais James et Rush insistent pour donner une chance à Franklin. Celui-ci incline la tête positivement. Il est amené au fauteuil et y est assis. Une fois que l'interface s'enclenche, la température dans la pièce chute rapidement. Franklin dit aux autres de s'en aller. Riley garde la porte. Les aliens combattent le Destinée et tentent de l'aborder, mais Franklin parvient à enclencher les moteurs VSL, détruisant au passage quelques chasseurs.
Maintenant que le Destinée est en sécurité, Amanda estime qu'il est temps de revenir sur Terre. Elle fait ses adieux à Rush et désactive le dispositif de communication, échangeant son corps avec Wray. Young revient dans la pièce du fauteuil pour voir Franklin, mais celui-ci a disparu.

## Distribution
- Robert Carlyle : Dr. Nicholas Rush
- Justin Louis : Everett Young
- Brian J. Smith : Matthew Scott
- Elyse Levesque : Chloe Armstrong
- David Blue : Eli Wallace
- Alaina Huffman : Tamara Johansen
- Jamil Walker Smith : Ronald Greer
- Julia Anderson : Vanessa James
- Kathleen Munroe : Amanda Perry
- Reiko Aylesworth : Sharon
- Jeffrey Bowyer-Chapman : Darren Becker
- Mark Burgess : Jeremy Franklin
- Patrick Gilmore : Dale Volker
- Peter Kelamis : Adam Brody
- Jennifer Spence : Lisa Park

## Production

### Controverse
L'annonce de casting pour Amanda Perry (personnage devant à l'origine être nommé Eleanor Perry) contenait plusieurs mots pouvant être considérés comme mal choisis à propos du handicap.
« 
[ELEANOR PERRY] (35-40) [...] Une brillante scientifique qui se trouve être une tétraplégique. Affectée depuis l'enfance, son handicap a rendu son corps physiquement inutile. Cependant, après avoir été transférée à bord du Destiné, c'est la seule personne qui peut être en mesure de sauver le vaisseau et son équipage d'une fin certaine, elle est dotée de pouvoirs temporaires qui lui permettent de marcher à nouveau et de vivre enfin une expérience intime. »
— Casting Eleanor Perry
Les deux créateurs de la série, Brad Wright et Robert Cooper a répondu en s'excusant et en déclarant « il était de notre désir et intention de présenter les personnages avec dignité et respect, tout en restant conscients des questions éthiques que nous soulevons ».